# 張溪
張溪（1500年—？），字伯清，號南渠，直隸壽州衛軍籍，明朝政治人物。

## 生平
嘉靖七年（1528年）戊子科應天府鄉試第三十名舉人。嘉靖八年（1529年）聯捷己丑科會試第二百八十八名，登第三甲第一百六十名進士。授石首縣知縣，遷南安府通判，以考察听調家居。

## 家族
曾祖張鏞；祖父張禮；父張璉，母李氏。永感下。